# Miasteczko Twin Peaks
Miasteczko Twin Peaks (tytuł oryginalny Twin Peaks) – amerykański serial telewizyjny stworzony przez Marka Frosta i Davida Lyncha w latach 1990–1991, stanowiący połączenie kilku gatunków filmowych: serialu detektywistycznego, opery mydlanej, dramatu, horroru, sitcomu, filmu noir, westernu, kina artystycznego i surrealistycznego, a także reklamy. Serial był emitowany przez telewizję ABC w latach 1990–1991.
W 2017 roku premierę miał Twin Peaks: The Return. Licząca 18 odcinków produkcja jest traktowana jako osobne dzieło lub jako trzeci sezon Miasteczka Twin Peaks.

## Produkcja
Przed rozpoczęciem prac nad serialem David Lynch był rozpoznawalnym reżyserem kina niezależnego, zaś Mark Frost był znany za sprawą scenariuszy do seriali policyjnych. Obaj spotkali się tuż po tym, jak Lynch musiał przerwać pracę nad komedią One Salive Bubble. Podczas spotkania Lynch i Frost rozpoczęli pracę nad serialem, którego punktem wyjścia miała być tajemnicze morderstwo nastoletniej dziewczyny. Śledztwo wyjaśniające przyczyny śmierci dziewczyny miało ujawniać mroczne sekrety lokalnej społeczności. Historia morderstwa Laury Palmer było inspirowane morderstwem Hazel Drew w 1908 roku.
Pilot odcinka powstał w Snoqualmie i jej okolicach, blisko Gór Kaskadowych, kolejne odcinki kręcono w studiach dźwiękowych i plenerach w pobliżu Los Angeles. Ze względu na ograniczony budżet, większość ról przypadło początkowym aktorom i naturszczykom. Rolę Dale’a Coopera otrzymał Kyle MacLachlan, który debiutował w filmie Diuna reżyserii Lyncha. Laurę Palmer zagrała Sheryl Lee, która miała niewielkie doświadczenie filmowe. Frank Silva, pracujący na planie jako asystent scenografa, otrzymał rolę demonicznego BOB-a po tym, jak przez przypadek wszedł w kadr.
Serial miał czternastu reżyserów. Byli to: David Lynch, Duwayne Dunham, Tina Rathborne, Tim Hunter, Lesli Linka Glatter, Caleb Deschanel, Mark Frost, Todd Holland, Graeme Clifford, Uli Edel, Diane Keaton, James Foley, Jonathan Sanger i Stephen Gyllenhaal. Ścieżkę dźwiękową skomponował Angelo Badalamenti, z którym Lynch współpracował przy Blue Velvet. Motyw przewodni skomponowano w dwadzieścia minut.
Pierwszy odcinek serialu wyemitowano 8 kwietnia 1990 roku w stacji telewizyjnej ABC.
Pierwotnie Lynch i Frost planowali nie wyjaśniać tajemnicy śmierci Laury Palmer. Pod wpływem nacisków ze strony widowni i stacji ABC twórcy zostali zmuszeni rozwiązać ten wątek.
W październiku 2014 David Lynch i Mark Frost ogłosili prace nad wznowieniem Miasteczka Twin Peaks w formie miniserii. W styczniu 2016 potwierdzono, że premiera serii zaplanowana jest na pierwszą połowę 2017. Premiera trzeciego sezonu miała miejsce 21 maja 2017 roku. Trzeci sezon, noszący tytuł Twin Peaks: The Return, w całości wyreżyserował David Lynch, scenariusz napisali Lynch i Mark Frost. Liczący 18 odcinków trzeci sezon jest traktowany jako osobna produkcja.

## Fabuła
Akcja serialu toczy się w tytułowym miasteczku Twin Peaks położonym w stanie Waszyngton w pobliżu granicy z Kanadą w 1989 roku. Podczas wjazdu do Twin Peaks Deal Cooper mówiąc do dyktafonu podaje, że miasteczko mieści się pięć mil na południe od granicy z Kanadą i dwanaście mil na zachód od linii stanu. Zazwyczaj czas akcji jednego odcinka trwa jedną dobę. Pomimo ustalonego roku oraz stosowania zasady jeden odcinek na dobę w serialu pojawiają się nieścisłości, jak np. pojawienie się uczniów szkoły średniej w sobotę lub też inne daty w pamiętniku Laury Palmer. Nieścisłości te uchodzą przez fanów serialu za błędy twórców.
Serial rozpoczyna się od odnalezienia przez Pete’a Martella (Jack Nance) ciała Laura Palmer (Sheryl Lee) 24 lutego 1989 roku, pomiędzy północą a czwartą rano. Pete Martell natychmiast dzwoni do szeryfa Harry’ego Trumana (Michael Ontkean) mówiąc, że znalazł ciało zamordowanej Palmer (She’s dead, wrapped in plastic). Śledztwo w sprawie wyjaśnienia przyczyny śmierci nastolatki prowadzi ekscentryczny agent Dale Cooper (Kyle MacLachlan), któremu Truman asystuje. Pod paznokciem zamordowanej Cooper odnajduje wyciętą literę „R”. W trakcie śledztwa odnajduje kolejne przedmioty, wyjaśniające tajemnice skrywane przez Palmer: jej pamiętnik, klucz do tajnej skrytki i naszyjnik. Tuż po przyjeździe do Twin Peaks Cooper łączy śmierć Laury Palmer ze sprawą Teresy Banks. Oglądając kasetę wideo zauważa w źrenicach Laury odbicie motoru należące do Jamesa (James Marshall). James, a także Bobby (Dana Ashbrook) stają się pierwszymi podejrzanymi o dokonanie morderstwa. Laura spotkała się z Bobbym, jednakże równolegle zdradzała go z Jamesem. Wkrótce do sprawy dołącza arogancki i racjonalny agent FBI Albert Rosenfield (Miguel Ferrer), który badając ciało Palmer opóźnia jej pogrzeb. Za sprawą śledztwa oraz wskazówek, które otrzymuje w swoich snach, Cooper stopniowo odkrywa sekrety mieszkańców Twin Peaks. Wszyscy mieszkańcy miasteczka są w jakiś sposób powiązani z Laurą Palmer oraz ukrywają jakieś fakty ze swojego życia. Sama Laura Palmer ukrywała przed światem, że zajmuje się prostytucją oraz że jest uzależniona od kokainy. Jednocześnie Cooper darzy dużą sympatią Twin Peaks, zachwycając się zapachem pobliskiego lasu oraz delektując się miejscową kawą i ciastem wiśniowym.
W trzecim odcinku Cooper wychodzi z pracownikami biura szeryfa na plener, by zaprezentować swoją tybetańską metodę wyciągania wniosków. Jako, że w swoim pamiętniku Laura napisała, że boi się osoby nazywanej „J”, Cooper wypisuje na tablicy wszystkie imiona osób, jakie spotkały się z Laurą w dniu jej śmierci. Każdej zapisanej osobie poświęca jeden rzut kamienieniem w butelkę postawioną w pewnej odległości od grupy. Zachowując powagę, koncentrując się na śledztwie i wykazując dużą inteligencję Cooper zyskuje szacunek wśród pracowników biura. Jego niekonwencjonalne metody pracy zazwyczaj nie wzbudzają zakłopotania wśród szeryfa Trumana i jego podwładnych.
Niezależnie od Coopera swoje śledztwa w sprawie śmierci Palmer samodzielnie prowadzą: James, Donna (Lara Flynn Boyle) i Audrey (Sherilyn Fenn).
W snach Coopera pojawiają się dwie postaci: MIKE (Al Strobel) i BOB (Frank Silva). BOB jest jedną z najbardziej tajemniczych postaci serialu. Według jednej z interpretacji jest on duchem, potrafiącym przejmować kontrolę nad człowiekiem. Do istnienia miałby potrzebować emocji, które wzbudzają kontrolowane przez niego osoby dokonujące przemocy. BOB jest opisywany również jako wytwór wyobraźni Laury lub jej ojca Lelanda (Ray Wise), a także alter ego Lelanda. Ponadto Cooper trafia do zagadkowego Czerwonego Pokoju, gdzie znajdują się roztańczony karzeł (Michael J. Anderson), MIKE i sobowtór Laury Palmer. Czerwony Pokój składa się z kafelkowej podłogi w czarno-białym wzorze, kilku mebli, lamp podłogowych, reprodukcji Wenus z Milo i czerwonych zasłon, rozciągających się od podłogi do nigdy nie pokazanego sufitu Jednoręki MIKE recytuje niezrozumiały wiersz, karzeł wypowiada bełkotliwe słowa oraz nieskoordynowanie porusza się po Czerwonym Pokoju, a sobowtór Palmer szepcze Cooperowi imię mordercy.
Cooper nie jest jedyną osobą poruszającą się na granicy światów. Szeryf Truman, Hawk (Michael Horse) i Ed (Everett McGill) działają w tajemniczej grupie Bookhouse Boys, która ma za zadanie okiełzać moce, błąkające się po pobliskich lasach. Wizji doświadczają również matka Laury Palmer Sarah (Grace Zabriskie) oraz Major Galrand Briggs (Don S. Davis), pracujący w tajnym projekcie rządowym i na poważnie podchodzącym do istnienia życia pozaziemskiego.
Sezon pierwszy kończy się na postrzeleniu Agenta Coopera. Drugi sezon skupia się głównie na przeszłości agenta Coopera. W pierwszym odcinku drugiego sezonu Cooper rozmawia z Olbrzymem, który przekazuje trzy zagadki, prowadzące do poznania tożsamości mordercy Laury Palmer. Następnie okazuje się, że krew mordercy Laury Palmer nie należy do dotychczasowych podejrzanych. W dziewiątym odcinku w wizji Coopera pojawia się Olbrzym (Carel Struycken), udzielający agentowi podpowiedzi. Cooper przypomina sobie imię, które wyszeptała mu Laura we śnie. Mordercą Laury Palmer okazuje się być jej ojciec który dokonując morderstwa był opętany przez BOB-a. Sam Leland przed morderstwem córki gwałcił ją przez lata.
Po rozwiązaniu sprawy morderstwa Cooper zostaje oskarżony o handel narkotykami, za co traci odznakę. Jednocześnie w miasteczku zaczyna działać Windom Earle (Kenneth Welsh), były agent FBI, były partner i przyjaciel Coopera. Earle dokonuje w miasteczku zbrodni, chcąc zemścić się na Cooperze za uwiedzenie jego żony Caroline. Jednocześnie Cooper nawiązuje romans z Annie (Heather Graham). Podczas wyborów Miss Twin Peaks Annie zostaje porwana przez Earle’a. Szukając jej kieruje się do lasu, gdzie znajduje się czerwona kurtyna, przenosząca go do Czarnej Chaty. Błądząc po pokojach i korytarzach trafia na żywych i zmarłych znajomych oraz nadprzyrodzone istoty. Wszystkie postacie mówią Cooperowi, że spotkają się z nim 25 lat później. Dale odnajduje ciężko ranną Annie i ucieka z Czarnej Chaty. Ostatnia scena przedstawia Coopera, który będąc w łazience uderza głową w lustro, w którego odbiciu widać Boba.

## Obsada
Opracowano na podstawie ew.com

- Kyle MacLachlan – agent Dale Cooper
- Sheryl Lee – Laura Palmer / Maddy Ferguson
- Michael Ontkean – szeryf Harry S. Truman
- Mädchen Amick – Shelly Johnson
- Dana Ashbrook – Bobby Briggs
- Richard Beymer – Benjamin Horne
- Lara Flynn Boyle – Donna Hayward
- Sherilyn Fenn – Audrey Horne
- Warren Frost – doktor Will Hayward
- Everett McGill – Ed „Big” Hurley
- Peggy Lipton – Norma Jennings
- James Marshall – James Hurley

- Jack Nance – Pete Martell
- Kimmy Robertson – Lucy Moran
- Joan Chen – Jocelyn Packard
- Harry Goaz – Andrew Brennan
- Michael Horse – Tommy „Hawk” Hill
- Piper Laurie – Catherine Martell
- Ray Wise – Leland Palmer
- Grace Zabriskie – Sarah Palmer
- Catherine E. Coulson – Margaret Lanterman
- Russ Tamblyn – Lawrence Jacoby
- Miguel Ferrer – Albert Rosenfield

## Lista odcinków

### Sezon 1 (1990)
| № | # | Tytuł                               | Reżyseria           | Scenariusz               | Premiera (ABC)   |
| - | - | ----------------------------------- | ------------------- | ------------------------ | ---------------- |
| 1 | 1 | Pilot                               | David Lynch         | Mark Frost i David Lynch | 8 kwietnia 1990  |
| 2 | 2 | Traces to Nowhere                   | Duwayne Dunham      | Mark Frost i David Lynch | 12 kwietnia 1990 |
| 3 | 3 | Zen, or the Skill to Catch a Killer | David Lynch         | Mark Frost & David Lynch | 19 kwietnia 1990 |
| 4 | 4 | Rest in Pain                        | Tina Rathborne      | Harley Peyton            | 26 kwietnia 1990 |
| 5 | 5 | The One-Armed Man                   | Tim Hunter          | Robert Engels            | 3 maja 1990      |
| 6 | 6 | Cooper’s Dreams                     | Lesli Linka Glatter | Mark Frost               | 10 maja 1990     |
| 7 | 7 | Realization Time                    | Caleb Deschanel     | Harley Peyton            | 17 maja 1990     |
| 8 | 8 | The Last Evening                    | Mark Frost          | Mark Frost               | 23 maja 1990     |

### Sezon 2 (1990–1991)
| №  | #  | Tytuł                       | Reżyseria           | Scenariusz                                            | Premiera (ABC)       |
| -- | -- | --------------------------- | ------------------- | ----------------------------------------------------- | -------------------- |
| 9  | 1  | May the Giant Be with You   | David Lynch         | Mark Frost i David Lynch                              | 30 września 1990     |
| 10 | 2  | Coma                        | David Lynch         | Harley Peyton                                         | 6 października 1990  |
| 11 | 3  | The Man Behind Glass        | Lesli Linka Glatter | Robert Engels                                         | 13 października 1990 |
| 12 | 4  | Laura’s Secret Diary        | Todd Holland        | Jerry Stahl, Mark Frost, Harley Peyton, Robert Engels | 20 października 1990 |
| 13 | 5  | The Orchid’s Curse          | Graeme Clifford     | Barry Pullman                                         | 27 października 1990 |
| 14 | 6  | Demons                      | Lesli Linka Glatter | Harley Peyton i Robert Engels                         | 3 listopada 1990     |
| 15 | 7  | Lonely Souls                | David Lynch         | Mark Frost                                            | 10 listopada 1990    |
| 16 | 8  | Drive with a Dead Girl      | Caleb Deschanel     | Scott Frost                                           | 17 listopada 1990    |
| 17 | 9  | Arbitrary Law               | Tim Hunter          | Mark Frost, Harley Peyton, Robert Engels              | 1 grudnia 1990       |
| 18 | 10 | Dispute Between Brothers    | Tina Rathborne      | Tricia Brock                                          | 8 grudnia 1990       |
| 19 | 11 | Masked Ball                 | Duwayne Dunham      | Barry Pullman                                         | 15 grudnia 1990      |
| 20 | 12 | The Black Widow             | Caleb Deschanel     | Harley Peyton i Robert Engels                         | 12 stycznia 1991     |
| 21 | 13 | Checkmate                   | Todd Holland        | Harley Peyton                                         | 19 stycznia 1991     |
| 22 | 14 | Double Play                 | Uli Edel            | Scott Frost                                           | 2 lutego 1991        |
| 23 | 15 | Slaves and Masters          | Diane Keaton        | Harley Peyton i Robert Engels                         | 9 lutego 1991        |
| 24 | 16 | The Condemned Woman         | Lesli Linka Glatter | Tricia Brock                                          | 16 lutego 1991       |
| 25 | 17 | Wounds and Scars            | James Foley         | Barry Pullman                                         | 28 marca 1991        |
| 26 | 18 | On the Wings of Love        | Duwayne Dunham      | Harley Peyton i Robert Engels                         | 4 kwietnia 1991      |
| 27 | 19 | Variations on Relations     | Jonathan Sanger     | Mark Frost i Harley Peyton                            | 11 kwietnia 1991     |
| 28 | 20 | The Path to the Black Lodge | Stephen Gyllenhaal  | Harley Peyton i Robert Engels                         | 18 kwietnia 1991     |
| 29 | 21 | Miss Twin Peaks             | Tim Hunter          | Barry Pullman                                         | 10 czerwca 1991      |
| 30 | 22 | Beyond Life and Death       | David Lynch         | Mark Frost, Harley Peyton, Robert Engels              | 10 czerwca 1991      |

## Odbiór
Serial odniósł bardzo duży sukces, stając się fenomenem. Produkcja zdobyła uznanie krytyków i fanów za sprawą niekonwencjonalnej narracji, dobrze napisanym postaciom oraz zastosowaniu surrealistycznego tonu. Miasteczko Twin Peaks otrzymało Złoty Glob (1991) i Nagrodę Emmy (1990 i 1991). Pilot serialu obejrzało 34,6 mln Amerykanów. Na kanwie sukcesu pierwszego sezonu powstał drugi sezon, a w 1992 roku nakręcono filmowy prequel Twin Peaks: Ogniu krocz ze mną. Największą popularnością odniosły pierwsze odcinki serialu, gdzie głównym wątkiem było wyjaśnienie morderstwa Laury Palmer. Siódmy odcinek drugiego sezonu, w którym ujawniono tożsamość mordercy, w dniu premiery obejrzało ok. 17 mln widzów. Po ujawnieniu mordercy Laury Palmer, czasowym porzuceniu projektu przez Lyncha oraz zmianie dnia emisji oglądalność serialu spadła. Pomimo protestów zagorzałych fanów, produkcję serialu zakończono po drugim sezonie.
Pod wpływem wprowadzenia nowych wątków fabularnych, stale rosnącej dziwności oraz wyjaśnieniu głównego wątku. Film nie odniósł sukcesu komercyjnego oraz spotkał się z negatywnymi odbiorem przez krytyków i widzów, ale przybliżył fanom historię Laury Palmer. 21 maja 2017 roku premierę miała nowa seria Twin Peaks, emitowana przez Showtime. Trzeci sezon, choć cieszył mniejszą popularnością od dwóch pierwszych, spotkał się z pozytywnymi recenzjami.
W Polsce serial po raz pierwszy został wyemitowany w latach 1991–1992.
W 1993 roku Miasteczko Twin Peaks po raz pierwszy wyemitowano w Rosji. Według anegdoty wielkim fanem serialu miał być Michaił Gorbaczow, który miał zwrócić się do ówczesnego prezydenta Stanów Zjednoczonych George’a H.W. Busha o pomoc w wyjaśnieniu, kto zabił Laurę Palmer. Pośrednikiem między prezydentem Bushem a twórcami serialu był biznesmen Carl Lindler. Sam Gorbaczow w 2014 roku przyznał, że nie pamięta serialu.
Po śmierci Davida Lyncha w 2025 roku dyrektor festiwalu Camerimage Marek Żydowicz ogłosił plany otwarcia w Toruniu muzeum Twin Peaks.

## Nawiązania w kulturze
- Zastosowana w Miasteczku Twin Peaks niepokojąca atmosfera wpłynęła na kształt innych seriali telewizyjnych (np. Z Archiwum X)[4].
- W 2022 roku Grzegorz Like napisał autorski scenariusz pt. Twin Peaks: do drzwi czerwonych zapukam, który wyreżyserowała Ana Nowicka w Teatrze Barakah w Krakowie[77].
- Na Rynku Nowomiejskim w Toruniu w dawnym kościele św. Trójcy znajduje się kino CAMERIMAGE, której wystrój nawiązuje do serialu[78].

## Nagrody
- Złoty Glob 1990
  - Najlepszy serial dramatyczny
  - Najlepszy aktor w serialu dramatycznym Kyle MacLachlan
  - Najlepsza aktorka drugoplanowa w serialu, miniserialu lub filmie telewizyjnym Piper Laurie
- Emmy 1990
  - Najlepsze kostiumy w serialu Patricia Norris - za odcinek pilotażowy
  - Najlepszy montaż serialu kręconego przy użyciu jednej kamery Duwayne Dunham - za odcinek pilotażowy
- Nagroda Saturn
  - 2008 Najlepszy serial retro wydany na DVD
  - 2015 Najlepsze wydanie serialu telewizyjnego na DVD / Blu-Ray - "The Entire Mystery"
- Amerykańska Gildia Scenarzystów
  - 2013 Lista 101 najlepiej napisanych seriali wszech czasów - 35. miejsce[79]